# Contuccio Contucci
Contuccio Contucci (Montepulciano, 21 de mayo de 1688-Roma, 19 de marzo de 1768 fue un jesuita y arqueólogo italiano.

## Vida
Cursada la filosofía (1708-1711) en el Collegio Romano, enseñó cinco años (1711-1716) en Siena, Florencia y el Collegio Romano, donde permaneció para la teología (1716-1720). En este último, fue profesor de retórica por veintinueve años (1720-1749) y prefecto de estudios literarios por dieciséis (1749-1765). Era admirado por su magnífica elocuencia en los discursos latinos, tenidos en las grandes ocasiones, como en el funeral del cardenal Giovanni Battista Tolomei. Era miembro de la Academia de la Arcadia, bajo el sobrenombre de Lireno Bolejo. Su obra poética más notable es su tragedia latina sobre un sumo sacerdote de Israel, Jaddeus, representada en el Collegio Romano en 1730. Interesado en la arqueología, se hizo tan experto en ella, que era consultado por insignes eruditos como Ludovico Antonio Muratori y Scipione Maffei. Johann Joachim Winckelmann lo estimaba mucho. Era asimismo miembro de la Pontificia Academia Romana de Arqueología. Desde 1741, fue director del Museo Kircheriano, fundado por Atanasio Kircher en el Collegio Romano, lo enriqueció con muchas valiosas piezas de antigüedades, así como con aparatos científicos. Escribió dos volúmenes en folio para ilustrar los bronces del museo, en cuya preparación le ayudó su asistente, Antonio Maria Ambrogi.

## Obras
- Oratio habita in funere Eminentissimi ac Reverendissimi Joannis Baptistae Card. Ptolemaei... (Roma, 1726).
- Jaddeus. Tragoedia (Roma, 1730).
- Vita della santa vergine e imperatrice Pulcheria (Roma, 1754).
- Musaei Kircheriani aerea. notis illustrata 2 v. (Roma, 1763-1765).